# Chevaigné
 Chevaigné  es una población y comuna francesa, situada en la región de Bretaña, departamento de Ille y Vilaine, en el distrito de Rennes y cantón de Saint-Aubin-d'Aubigné.

## Geografía
Se sitúa en la región noroeste de Francia, a unos diez kilómetros al norte de Rennes. Está ubicada a lo largo de la carretera departamental 175, una ruta histórica de acceso al Mont Saint-Michel desde Rennes.

## Demografía
| 660 | 705 | 773 | 972 | 1335 | 1620 |
| Para los censos de 1962 a 1999 la población legal corresponde a la población sin duplicidades (Fuente: INSEE [Consultar]) |     |     |     |      |      |